# Имоџен Путс
Имоџен Путс (енгл. Imogen Poots; Хамерсмит, 3. јун 1989) британска је глумица.

## Детињство
Путсова је рођена у Хамерсмиту (Лондон) као ћерка Тревора Путса, телевизијског продуцента из Белфаста и Фионе Гудол, новинарке и волотерке из Болтона. Њено презиме је холандског порекла.
Одрасла је у Чизику и приватно је образована у Западном Лондону где је похађала Бјут Хауз припремну школу за девојке у Брук Грину, Квинс Гејт школу у Јужном Кенсингтону и Латимерову вишу школу у Хамерсмиту. У периоду када је планирала да постане ветеринарка, суботом је почела да присуствује радионицама за импровизацију чији је домаћин била Јанг Блад позоришна компанија у Риверсајд Студију у Хамерсмиту. Одустала је од идеје да се бави ветерином након што се једном приликом онесвестила током ветеринарског захвата. Године 2008. осигурала је себи место на Кортолд институту за уметност, али је одложила упис на две године како би се посветила глумачкој каријери.

## Каријера
Путсова се први пут појавила на екрану у епизоди британске серије Casualty и имала је мању ролу у филму В као вендета, али била је у великој мери непозната када је са 17 година добила значајну улогу у филму 28 недеља касније. Након тога појавила се у филмовима као што су Пукотине, Центурион, и римерјку Ноћ страве из 2011. Такође је играла и споредну улогу у адаптацији романа Џејн Ејр из 2011. са Мајклом Фасбендером и Миом Вашиковском. 
Путсова је 2012. године играла младу виолинисткињу Александру Гелбарт у филму Бивши квартет са Кетрин Кинер и Филипом Симором Хофманом. 
Током 2013. године појавила се у филмовима Поздрави од Тима Баклија, Прљаво, и Поглед љубави који јој је донео награду за најбољу глумицу у споредној улози на додели Британских награда за независни филм.
Године 2014. појавила се у филмовима Жеља за брзином, филмској адаптацији популарне видео игре Need for Speed, као и у адаптацији Дуг пут до дна рађене по истоименој књизи Ника Хорнбија.

## Филмографија

### Филм
| Година | Наслов                   | Улога              | Напомене          |
| ------ | ------------------------ | ------------------ | ----------------- |
| 2006   | В као вендета            | млада Валери       |                   |
| 2007   | 28 недеља касније        | Теми Харис         |                   |
| 2007   | Жеља                     | Џејн               | Кратки филм       |
| 2008   | Кајање госпођице Остин   | Фени Најт          | Телевизијски филм |
| 2008   | Ја и Орсон Велс          | Лорелај Лејтроп    |                   |
| 2009   | Пукотине                 | Попи               |                   |
| 2009   | Буђење Медисон           | Алексис            |                   |
| 2009   | Усамљени човек           | Алисон Карш        |                   |
| 2010   | Центурион                | Аријен             |                   |
| 2010   | Причаоница               | Ева                |                   |
| 2010   | Кристофер и његова врста | Џин Рос            | Телевизијски филм |
| 2011   | Џејн Ејр                 | Бланш Инграм       |                   |
| 2011   | Ноћ страве               | Ејми Питерсон      |                   |
| 2011   | Долази светао дан        | Мери Брајт         |                   |
| 2012   | Бивши квартет            | Александра Гелбарт |                   |
| 2013   | Поздрави од Тима Баклија | Али                |                   |
| 2013   | Све је на мојој страни   | Линда Кит          |                   |
| 2013   | Прљаво                   | Аманда Драмонд     |                   |
| 2013   | Поглед љубави            | Деби Рејмонд       |                   |
| 2014   | Да ли смо ми у шеми?     | Ели                |                   |
| 2014   | Дуг пут до дна           | Џес Крајтон        |                   |
| 2014   | Потреба за брзином       | Џулија Мадон       |                   |
| 2015   | Зелена соба              | Амбер              |                   |
| 2019   | Црни Божић               | Рајли Стоун        |                   |
| 2020   | Отац                     | Лора               |                   |

### Телевизија
| Година | Наслов               | Улога        | Напомене              |
| ------ | -------------------- | ------------ | --------------------- |
| 2004   | Casualty             | Алис Торнтон | епизода: "Love Bites" |
| 2010   | Букет бодљикаве жице | Пру Соренсон |                       |